# Spitz René
Spitz René (Spitz Árpád René, Bécs, 1887. január 29. – Denver (Colorado), 1974. szeptember 11.) magyar származású osztrák-amerikai pszichoanalitikus, pszichiáter.

## Élete
Gazdag zsidó családban született. Gyermekkorát Magyarországon töltötte. Tanulmányait Lausanne-ban, Bernben és Budapesten végezte. Sigmund Freud írásait már diákkorában ismerte, s 1910-ben elutazott a Bécsben élő Freudhoz. Az első világháborúban katonaorvosként vett részt. Tagja volt a Vasárnapi Körnek.
1924 és 1928 között Bécsben élt, 1932-ben Berlinnbe ment, majd Párizsban telepedett le, hol pszichoanalízist oktatott az École normale supérieure-ön. 1939-ben az USA-ba emigrált, s a Mount Sinai Kórházban dolgozott mint pszichiáter. 1940 és 1943 között, mielőtt végleg letelepedett volna Coloradóban, vendégprofesszorként működött számos egyetemen.

## Fő művei

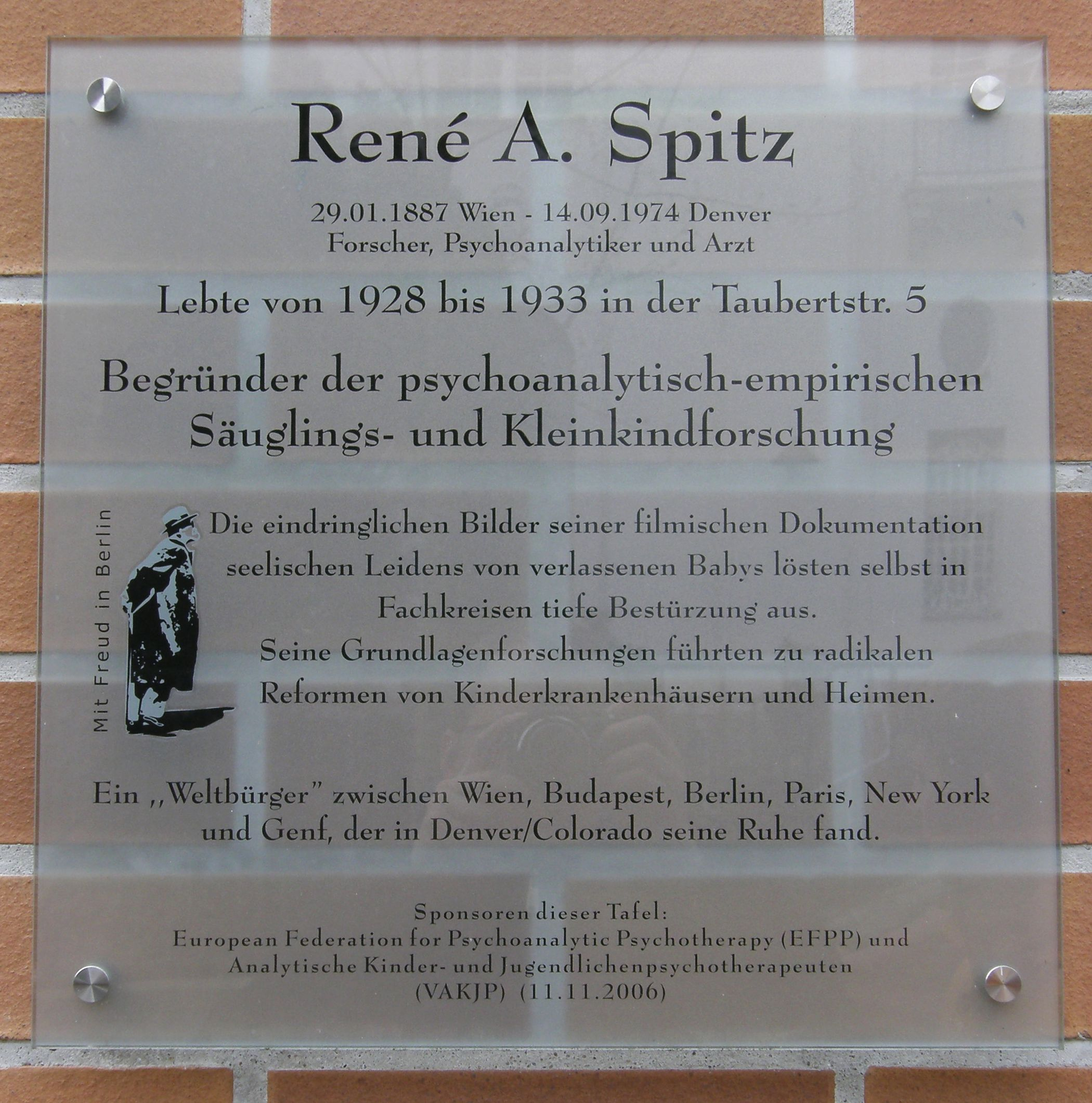
Emléktábla Berlinben

- Hospitalism (The Psychoanalitic Study of the Child, vol. I, II. 1945-46)
- Psychiatric Therapy in Infancy (American Journal of Orthopsychiatry, vol XX. 1950)
- Übertragung und Gegenübertragung (Psyche, 1956)

## Fordítás
- Ez a szócikk részben vagy egészben  a   Rene Spitz című angol Wikipédia-szócikk fordításán alapul.  Az eredeti cikk szerkesztőit annak laptörténete sorolja fel. Ez a jelzés csupán a megfogalmazás eredetét és a szerzői jogokat jelzi, nem szolgál a cikkben szereplő információk forrásmegjelöléseként.
- Ez a szócikk részben vagy egészben  a   Rene Spitz című francia Wikipédia-szócikk fordításán alapul.  Az eredeti cikk szerkesztőit annak laptörténete sorolja fel. Ez a jelzés csupán a megfogalmazás eredetét és a szerzői jogokat jelzi, nem szolgál a cikkben szereplő információk forrásmegjelöléseként.